# From Death to Destiny
 (août 2021).
Albums de Asking Alexandria
Reckless and Relentless
(2011) Live from Brixton and Beyond
(2014)
From Death to Destiny est le troisième album du groupe de metalcore Asking Alexandria sorti le 6 août 2013.
Il est le dernier album, à ce jour[Quand ?], avec Danny Worsnop en tant que vocaliste, remplacé par Denis Shaforostov de 2015 à 2016 avant de rejoindre le groupe a nouveau.

## Pistes
| No  | Titre                      | Durée |
| --- | -------------------------- | ----- |
| 1.  | Don't Pray For Me          |       |
| 2.  | Killing You                |       |
| 3.  | The Death of Me            |       |
| 4.  | Run Free                   |       |
| 5.  | Break Down the Walls       |       |
| 6.  | Poison                     |       |
| 7.  | Believe                    |       |
| 8.  | Creature                   |       |
| 9.  | White Line Fever           |       |
| 10. | Moving On                  |       |
| 11. | The Road                   |       |
| 12. | Until the End              |       |
| 13. | The Death of Me (rock mix) |       |

## Classements hebdomadaires
| Classement (2013)                       | Meilleure place |
| --------------------------------------- | --------------- |
| Allemagne (Media Control AG)            | 24              |
| Australie (ARIA)                        | 11              |
| Autriche (Ö3 Austria Top 40)            | 14              |
| Belgique (Flandre Ultratop)             | 113             |
| Canada (Canadian Albums Chart)          | 14              |
| États-Unis (Billboard 200)              | 5               |
| États-Unis (Billboard Hard Rock Albums) | 1               |
| Royaume-Uni (UK Albums Chart)           | 28              |
| Royaume-Uni (Rock & Metal Albums)       | 1               |